# ته کوتی
ته کوتی (انگلیسی: Te Kooti; ۱ ژانویهٔ ۱۸۲۰ – ۱ ژانویهٔ ۱۸۹۱) فرمانده نظامی در جنگ چریکی اهل مائوری (نیوزیلند) بود.
در حالی که در سال ۱۸۶۵ در کنار نیروهای دولتی علیه هاوهائو می‌جنگید، به جاسوسی متهم شد. او که بدون محاکمه به جزایر چتم (⎘ جزایر چاتام) تبعید شد، همراه با هاوهاو اسیر شده، رؤیاهایی را تجربه کرد و به یک رهبر مذهبی تبدیل شد. در سال ۱۸۶۸ او فرار ۱۶۸ زندانی را رهبری کرد و یک تفنگدار (اسکونر) را گرفت و به جزیره شمالی بازگشت و در آنجا یک سری حملات را آغاز کرد. یک کمپین تلافی جویانه نظامی به عنوان جنگ ته کوتی شناخته شد. او در سال ۱۸۸۳ مورد عفو قرار گرفت اما همچنان در انتشار پیام صلح رینگاتو و بازپس‌گیری زمین از پاکها فعال بود.